# Microregione di Anicuns
Anicuns è una microregione dello Stato del Goiás in Brasile, appartenente alla mesoregione di Centro Goiano.

## Comuni
Comprende 13 municipi:
- Adelândia
- Americano do Brasil
- Anicuns
- Aurilândia
- Avelinópolis
- Buriti de Goiás
- Firminópolis
- Mossâmedes
- Nazário
- Sanclerlândia
- Santa Bárbara de Goiás
- São Luís de Montes Belos
- Turvânia